# Heilig Hartbeeld (Sint-Jozefparochie)
Het Heilig Hartbeeld is een standbeeld in het Nederlandse kerkdorp Sint-Jozefparochie, tegenwoordig een wijk van Deurne.

## Achtergrond
In 1919 werd vanuit de Sint-Willibrordusparochie in Deurne de Sint-Jozefparochie opgericht, een jaar later kon de Sint-Jozefkerk worden ingewijd. Het kerkbestuur kreeg van de gemeente Deurne en Liessel toestemming om op een terrein tegenover de kerk een Heilig Hartbeeld te plaatsen. Het beeld werd in 1923 door pastoor Meuwese onthuld.

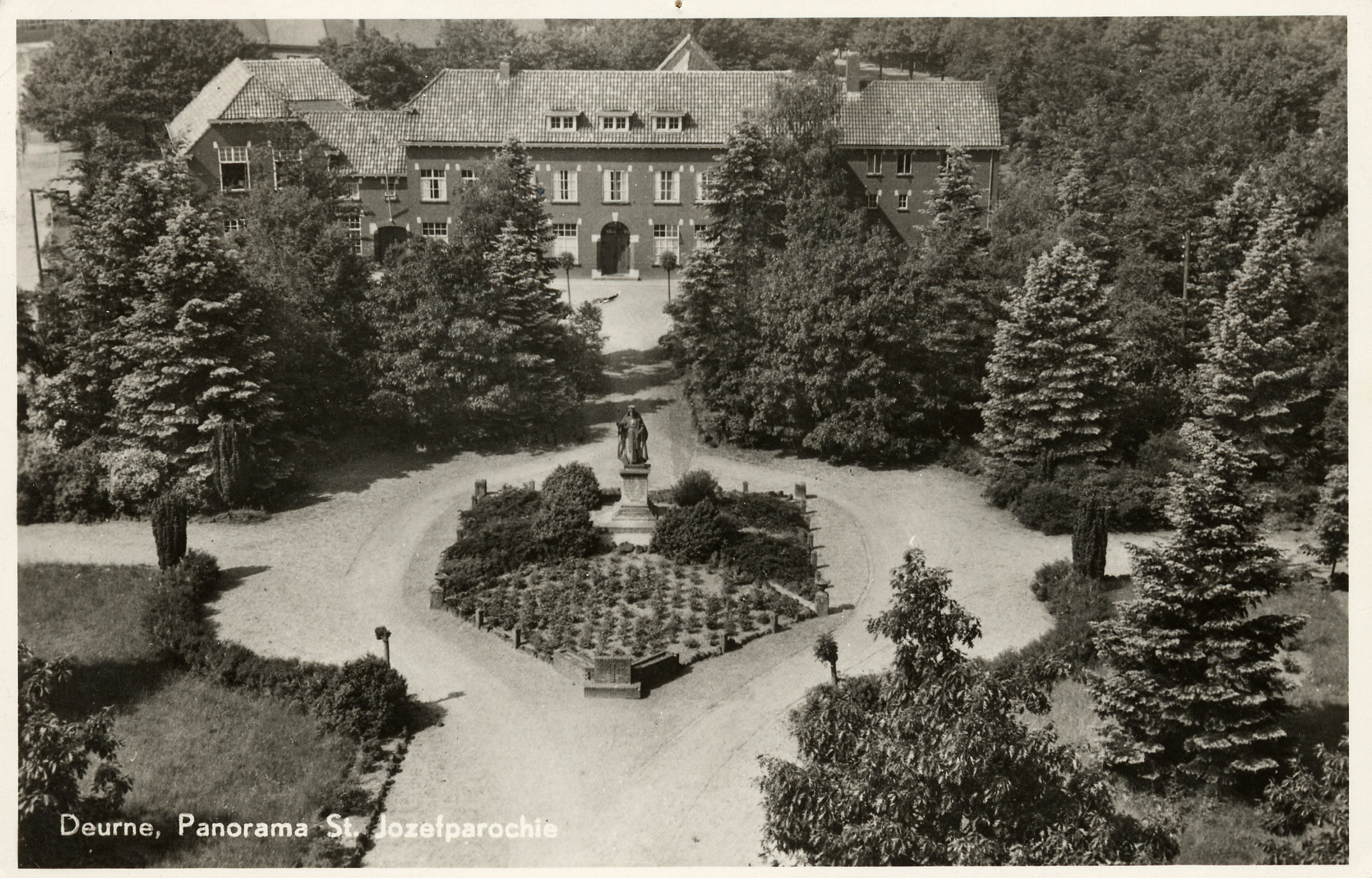
Het Hartbeeld voor het klooster

In 1938 werd het Sint-Jozefklooster van de Zusters van het Allerheiligste Hart van Jezus geopend. Het beeld kreeg een prominente plaats in het Heilig Hartpark voor het klooster. In 1981 werd het klooster gesloten en in 1993 gesloopt. Het Heilig Hartbeeld werd in 1999 werd, na een restauratie, herplaatst in de tuin van de pastorie naast de kerk.

## Beschrijving
Het beeld toont een staande Christus-Koning, gekleed in een lang gewaad en omhangen met een koningsmantel. Op zijn hoofd draagt hij een kroon en in zijn linkerhand een scepter. Hij maakt met zijn rechterhand een zegenend gebaar. Op zijn borst is het Heilig Hart zichtbaar, omwonden door een doornenkroon.
Op de voorkant van de sokkel is een citaat van Jezus te lezen, uit het visioen van Margaretha-Maria Alacoque: 

AL DE PLAATSEN ZAL IK ZEGENEN, WAAR HET BEELD VAN MIJN HART ZAL GEPLAATST EN VEREERD WORDEN